# Mácula densa
La mácula densa es una especialización celular alargada formada por algunas células de la porción gruesa del Asa ascendente de Henle y del Túbulo contorneado distal de la nefrona en el riñón. Se ubica en contacto con la arteriola aferente y eferente, sobre la región mesangial, precisamente en el polo vascular del glomérulo que es donde la arteriola aferente entra a la cápsula de Bowman, y así mismo sale la arteriola eferente para formar los vasos rectos peritubulares que realizarán el intercambio gaseoso. Esta región funciona como osmo-receptor sensible a la cantidad de sodio filtrada en el glomérulo y actúa liberando adenosina e inhibiendo la secreción de renina en el aparato yuxtaglomerular.

## Función
Las células de la mácula densa son sensibles al contenido iónico y volumen de agua del líquido que fluye por el túbulo contorneado distal. Una bajada en el volumen de agua corporal es detectada por estas células, se producen señales moleculares que promueven la secreción de renina por otras células del aparato yuxtaglomerular. La liberación de renina es un componente esencial del sistema renina-angiotensina-aldosterona (RAAS), que regula la presión arterial y el volumen sanguíneo.
Como receptor, cuando la mácula densa percibe concentraciones de sodio altas, actúa inhibiendo la secreción de renina por parte de las células yuxtaglomerulares de la arteriola aferente del glomérulo renal. Por el contrario, cuando la concentración de sodio se encuentra disminuida, la mácula densa se activa, permitiéndose la secreción de renina y con ella la activación del sistema renina angiotensina aldosterona, y la consecuente antinatriuresis (aumento en la retención de sodio) y, aumento de la presión arterial.

## Histología

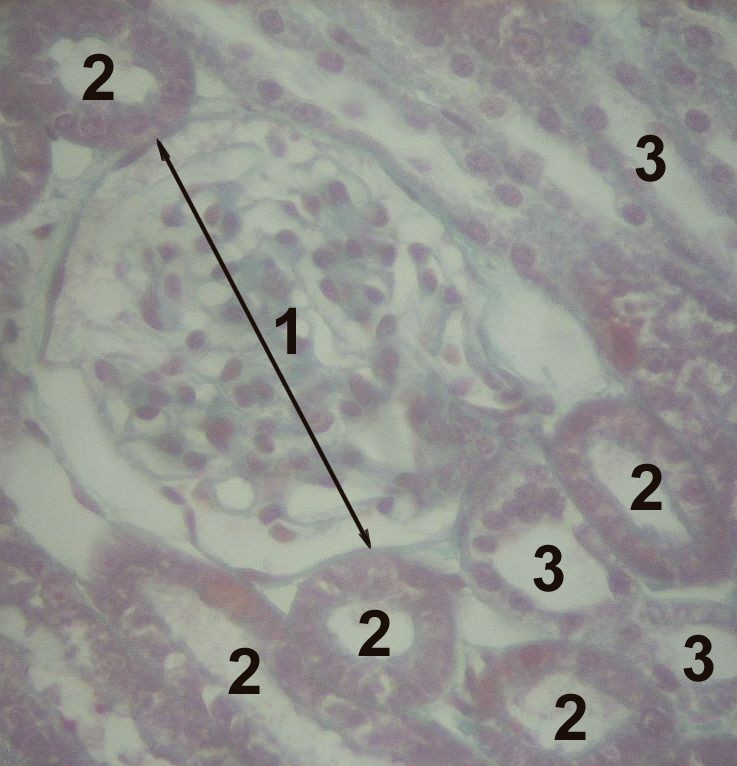
Nótese la cercana proximidad entre el glomérulo renal (1) y el túbulo contorneado distal (3). También se muestra el túbulo contorneado proximal (2).

Las células que forman la mácula densa son cuboidales y más alargadas que el resto de las células que revisten la luz del túbulo contorneado distal y están en íntimo contacto con las células granulares del endotelio del aparato yuxtaglomerular. Sus núcleos se ven más cercanos y da la impresión de verse más densos, de allí el nombre mácula densa. La mácula densa, la arteriola aferente y la eferente forman el aparato yuxtaglomerular.